# 1530 Rantaseppä
1530 Rantaseppä eller 1938 SG är en asteroid upptäckt den 16 september 1938 av den finske astronomen Yrjö Väisälä vid Storheikkilä observatorium. Asteroiden har fått sitt namn efter Hilkka Rantaseppä-Helenius, en finländsk astronom.
Den tillhör Flora familjen.